# Liste der Baudenkmäler in Schauenstein
Auf dieser Seite sind die Baudenkmäler in der oberfränkischen Stadt Schauenstein zusammengestellt. Diese Tabelle ist eine Teilliste der Liste der Baudenkmäler in Bayern. Grundlage ist die Bayerische Denkmalliste, die auf Basis des Bayerischen Denkmalschutzgesetzes vom 1. Oktober 1973 erstmals erstellt wurde und seither durch das Bayerische Landesamt für Denkmalpflege geführt wird. Die folgenden Angaben ersetzen nicht die rechtsverbindliche Auskunft der Denkmalschutzbehörde.

## Ensembles

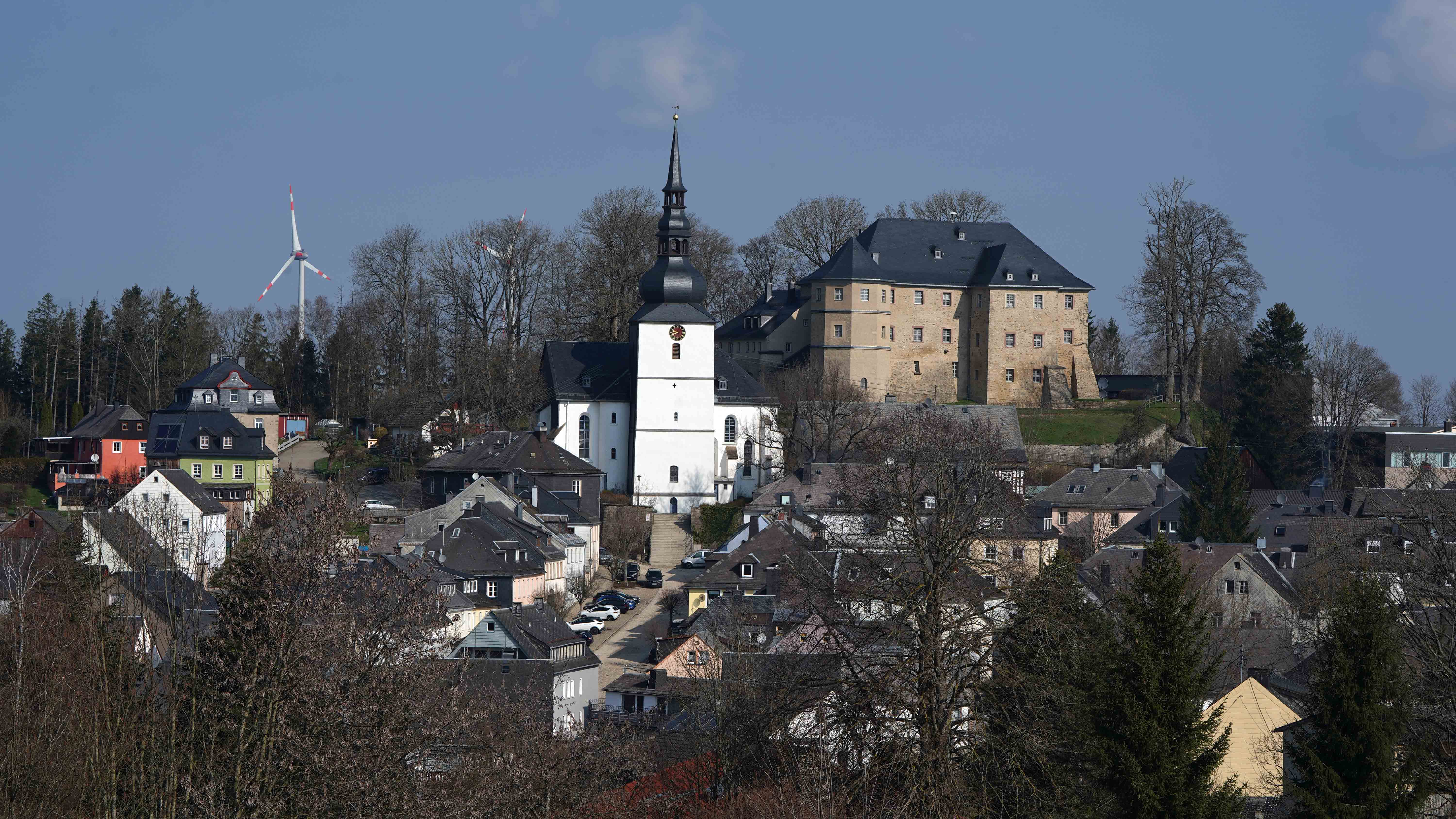
Ensemble Marktplatz mit Kirchumgriff und Schloss

### Ensemble Marktplatz mit Kirchumgriff und Schloss
Das Ensemble (Lage) umfasst den Marktplatz, den sich nördlich anschließenden Kirchenbereich sowie das Schloss auf dem Burgberg. Der Marktplatz steigt gegen den Burgberg steil an und endet an der hohen Kirchhofmauer, hinter der der Baukörper der Pfarrkirche mit dem wuchtigen Turm aufragt. Am Chor vorbei wird der Blick auf das Schloss am höchsten Punkt des Berges gelenkt. Die Stadt in Form einer Straßenmarktanlage entstand wahrscheinlich im 13. Jahrhundert im Anschluss an die damalige Burg. Die Bebauung des Marktplatzes mit zweigeschossigen, traufseitigen Wohnhäusern geht auf den Wiederaufbau nach dem Stadtbrand von 1865 zurück. Aktennummer: E-4-75-165-1.

## Baudenkmäler nach Gemeindeteilen

### Schauenstein
| Lage                                                                          | Objekt                                                 | Beschreibung | Akten-Nr.     | Bild                           |
| ----------------------------------------------------------------------------- | ------------------------------------------------------ | --- | ------------- | ------------------------------ |
| Am Anger 7 (Standort)                                                         | Wohnhaus                                               | Zweigeschossiger Satteldachbau, 18. Jahrhundert | D-4-75-165-1  | BW                             |
| Am Hohen Stein 17 (Standort)                                                  | Wohnhaus                                               | Eingeschossiger Halbwalmdachbau mit Kellerstall, Giebeltrapeze verschiefert, bezeichnet „1831“ | D-4-75-165-4  | BW                             |
| Dr.-Martin-Luther-Platz 1 (Standort)                                          | Ehemaliges Kantorat                                    | Zweigeschossiger Walmdachbau, Freitreppe, um 1860, vgl. Ensemble Marktplatz mit Kirchumgriff und Schloss | D-4-75-165-5  | Ehemaliges Kantorat            |
| Dr.-Martin-Luther-Platz 2 (Standort)                                          | Evangelisch-lutherische Pfarrkirche Sankt Bartholomäus | Saalbau mit dreiseitigem Schluss und Südturm, 15. Jahrhundert, mit Ausstattung, vgl. Ensemble Marktplatz mit Kirchumgriff und Schloss | D-4-75-165-6  | weitere Bilder                 |
| Dr.-Martin-Luther-Platz 7 (Standort)                                          | Ehemalige markgräfliche Vogtei                         | Zweigeschossiger Mansarddachbau, Zwerchhaus mit Volutengiebel, 18. Jahrhundert | D-4-75-165-7  | Ehemalige markgräfliche Vogtei |
| Kirchweg 1 (Standort)                                                         | Pfarrhaus                                              | Zweigeschossiger Satteldachbau, Fachwerkobergeschoss, im Kern spätmittelalterlich, Ausbau 1572–88, Obergeschoss 1680 erneuert, vgl. Ensemble Marktplatz mit Kirchumgriff und Schloss                                                          | D-4-75-165-8  | Pfarrhaus                      |
| Kirchweg 5 (Standort)                                                         | Türrahmung                                             | Granit, 18. Jahrhundert | D-4-75-165-9  | Türrahmung                     |
| Nailaer Straße 6 (Standort)                                                   | Wohnhaus                                               | zweigeschossiger, verputzter Walmdachbau über L-förmigem Grundriss, mit Stichbogenrahmen, spätes 19. Jahrhundert | D-4-75-165-49 | BW                             |
| Richard-Wagner-Straße 2 (Standort)                                            | Schlossgruft                                           | Quadratischer verputzter Bau mit Zeltdach, mit 8 Epitaphien, 17. und frühes 18. Jahrhundert | D-4-75-165-28 | weitere Bilder                 |
| Schloßplatz 1 (Standort)                                                      | Schloss                                                | Dreigeschossiger Haupttrakt mit Eckturm und Walmdach und zwei einen Hof umschließende Flügelbauten, im Kern 15. Jahrhundert, Erweiterungen und Wiederherstellungen 1594, 1754 und 1938, vgl. Ensemble Marktplatz mit Kirchumgriff und Schloss | D-4-75-165-12 | weitere Bilder                 |
| Sonnenplatz 8 (Standort)                                                      | Wohnhaus                                               | Eingeschossiges Satteldachhaus mit Kellerstall, größtenteils in Blockbauweise, 18. Jahrhundert | D-4-75-165-13 | BW                             |
| Ehemalige Bahnstrecke Selbitz–Helmbrechts (Nähe Dorschenhammerweg) (Standort) | Eisenbahnüberführung                                   | zweijochige Rundbogenbrücke über die Selbitz, rustiziertes Werksteinmauerwerk mit Klötzchenfries und betonten Bogenlaibungen, um 1923 | D-4-75-165-47 | BW                             |

### Adlanz
| Lage                | Objekt      | Beschreibung                                                                  | Akten-Nr.     | Bild |
| ------------------- | ----------- | ----------------------------------------------------------------------------- | ------------- | ---- |
| Adlanz 2 (Standort) | Vierseithof | Wohnstallhaus mit Frackdach, verputztes Fachwerkobergeschoss, 18. Jahrhundert | D-4-75-165-14 | BW   |

### Dorschenhammer
| Lage                        | Objekt                                | Beschreibung | Akten-Nr.     | Bild           |
| --------------------------- | ------------------------------------- | --- | ------------- | -------------- |
| Dorschenhammer 1 (Standort) | Herrenhaus des ehemaligen Hammergutes | Zweigeschossiges Wohnstallhaus mit Walmdach, verputztes Fachwerkobergeschoss, im Kern 17./18. Jahrhundert, bezeichnet „1813“ | D-4-75-165-15 | weitere Bilder |

### Hagenmühle
| Lage                    | Objekt | Beschreibung                                                        | Akten-Nr.     | Bild |
| ----------------------- | ------ | ------------------------------------------------------------------- | ------------- | ---- |
| Hagenmühle 1 (Standort) | Mühle  | Zweigeschossiger Walmdachbau, 17./18. Jahrhundert, 1876 aufgestockt | D-4-75-165-16 | BW   |

### Haidengrün
| Lage                    | Objekt        | Beschreibung                                                                                      | Akten-Nr.     | Bild |
| ----------------------- | ------------- | ------------------------------------------------------------------------------------------------- | ------------- | ---- |
| Haidengrün 1 (Standort) | Wohnstallhaus | Zweigeschossig, mit Halbwalmdach, teilweise Fachwerkobergeschoss, Ende 18./Anfang 19. Jahrhundert | D-4-75-165-17 | BW   |

### Lehstenmühle
| Lage                                                           | Objekt                           | Beschreibung | Akten-Nr.     | Bild           |
| -------------------------------------------------------------- | -------------------------------- | --- | ------------- | -------------- |
| Lehstenmühle 1 (Standort)                                      | Lehstenmühlgut                   | Wohnhaus auf Hakengrundriss an Stelle der 1895 abgebrannten Lehstenmühle, zweigeschossiges Gebäude mit Halbwalmdach über älterem Kern; zugehörig ehemaliger Mühlgraben   | D-4-75-165-48 | weitere Bilder |
| Lehstenmühlgut; Selbitz; Von Lehstenmühle nach Schauenstein () |                                  | Vierjochige Bogenbrücke über die Selbitz, Bruchstein, 18. Jh., 1980 instand gesetzt                                                                                      | D-4-75-165-20 |                |
| Mühlgraben; Lehstenmühlgut (Standort)                          | Kanal, sogenannter Lehstengraben | Wassergraben bzw. gemauerter Wasserkanal zur Versorgung der Zellstoff- und Papierfabrik bei der Lehstenmühle 1901/02; Presstein zum Verpressen des Zellstoffs, nach 1900 | D-4-75-165-19 | BW             |

### Neudorf
| Lage                  | Objekt    | Beschreibung                                                                                      | Akten-Nr.     | Bild           |
| --------------------- | --------- | ------------------------------------------------------------------------------------------------- | ------------- | -------------- |
| Neudorf 27 (Standort) | Weberhaus | Eingeschossiges Wohnstallhaus mit Satteldach, Ende 18. Jahrhundert; als Heimatmuseum eingerichtet | D-4-75-165-21 | weitere Bilder |

### Schafhof
| Lage                      | Objekt                                         | Beschreibung | Akten-Nr.     | Bild           |
| ------------------------- | ---------------------------------------------- | --- | ------------- | -------------- |
| Neudorf 45, 46 (Standort) | Ehemaliges Vorwerk zum Schlossgut Schauenstein | Zweigeschossiges Wohnstallhaus mit Halbwalmdach, Mitte 19. Jahrhundert, im Kern 18. Jahrhundert, Gesindehaus, zweigeschossiger Walmdachbau, Ende 18. Jahrhundert | D-4-75-165-23 | weitere Bilder |

### Volkmannsgrün
| Lage            | Objekt                  | Beschreibung                                                                               | Akten-Nr.     | Bild |
| --------------- | ----------------------- | ------------------------------------------------------------------------------------------ | ------------- | ---- |
| Flur (Standort) | Brücke über die Selbitz | Zweibogig aus Bruchstein, wohl 19. Jahrhundert (teilweise im Gebiet der Stadt Helmbrechts) | D-4-75-136-43 | BW   |

### Windischengrün
| Lage                         | Objekt        | Beschreibung                                                                                                   | Akten-Nr.     | Bild |
| ---------------------------- | ------------- | --- | ------------- | ---- |
| Windischengrün 1 (Standort)  | Wohnstallhaus | Zweigeschossig, mit Krüppelwalmdach, verputztes Fachwerkobergeschoss, Mitte 19. Jahrhundert, über älterem Kern | D-4-75-165-24 | BW   |
| Windischengrün 6 (Standort)  | Wohnstallhaus | Zweigeschossig, mit Krüppelwalmdach, Mitte 19. Jahrhundert                                                     | D-4-75-165-26 | BW   |
| Windischengrün 11 (Standort) | Wohnstallhaus | Zweigeschossig mit Krüppelwalmdach, bezeichnet „1850“                                                          | D-4-75-165-27 | BW   |

## Ehemalige Baudenkmäler
In diesem Abschnitt sind Objekte aufgeführt, die früher einmal in der Denkmalliste eingetragen waren, jetzt aber nicht mehr. Objekte, die in anderem Zusammenhang also z. B. als Teil eines Baudenkmals weiter eingetragen sind, sollen hier nicht aufgeführt werden. Aktennummern in diesem Abschnitt sind ehemalige, jetzt nicht mehr gültige Aktennummern.

| Lage                                                                    | Objekt        | Beschreibung                           | Akten-Nr.     | Bild |
| ----------------------------------------------------------------------- | ------------- | -------------------------------------- | ------------- | ---- |
| Schauenstein Am Hohen Stein 15 (Standort)                               | Türsturz      | Bezeichnet „1790“                      | D-4-75-165-3  | BW   |
| Haueisen Haueisen 4 (Standort)                                          | Wohnhaus      | mit Frackdach, Anfang 19. Jahrhundert  | D-4-75-165-18 | BW   |
| Neudorf An der Straße nach Volkmannsgrün und auf dem Weg nach Adlanz () | Kreuzsteine   | spätmittelalterlich                    | D-4-75-165-22 |      |
| Windischengrün Windischengrün 5 ()                                      | Wohnstallhaus | mit Krüppelwalm, Mitte 19. Jahrhundert | D-4-75-165-25 |      |